# Ann Rutledge (Amtrak)
Az Ann Rutledge egy amerikai személyszállító vasúti járat volt, amelyet az Amtrak üzemeltetett a St. Louis és Kansas City között, a Missouri Services márka részeként. Az Amtrak 2009-ben Missouri River Runner néven konszolidálta az Ann Rutledge-t, a Kansas City Mule-t és a St. Louis Mule-t.

## Története

### Amtrak előtti
Az Alton Railroads 1937-ben indította el az Ann Rutledge-t az Abraham Lincoln társaként a St. Louis – Chicago útvonalon. Az Alton a vonatot Ann Rutledge-ről, az illinois-i New Salem-i nőről nevezte el, aki Abraham Lincoln amerikai elnök első szerelme lehetett. Az Ann Rutledge járat az Abraham Lincoln eredeti könnyű kocsijait használta, míg a Lincoln megkapta a Baltimore & Ohio Railroad (B&O) Royal Blue által eredetileg használt kocsikat. A Gulf, Mobile and Ohio Railroad (GM&O) folytatta az Ann Rutledge járat üzemeltetését, miutánegyesült az Altonnal 1947-ben. A GM&O 1958. április 27-én fejezte be az Ann Rutledge járat üzemeltetését.

## Amtrak
Az Amtrak 1976. február 15-én újjáélesztette az Ann Rutledge nevet egy Amfleet kocsikból kiállított járattal amely a St. Louis-Chicago útvonalon közlekedett, felváltva a Turboliner járatokat. Az újraindulás rövid életűnek bizonyult: az Amtrak október 31-én meghosszabbította az Inter-American járatát Laredo és St. Louis felé, az Ann Rutledge helyére. Az 1930-as évekbeli Alton helyzetének megfordulásakor az Amtrak az Ann Rutledge járat Amfleet kocsiait használta fel az újjáélesztett Abraham Lincoln elindításához. Az Amtrak 1977. október 30-án újjáélesztette az Ann Rutledge-t, az Abraham Lincoln járat helyett.
Az 1977-es újjáéledéstől 2006. október 30-ig az Ann Rutledge 303/304 járatszámon közlekedett egy 567 mérföldes (912 km) útvonalon Chicago és Kansas City között St. Louis-on keresztül, az Illinois Service és a Missouri Service részeként. 2006. október 30-án a Chicago-St. Louis között közlekedő State House-t a Lincoln Service váltotta fel, az Ann Rutledge-t pedig egy St. Louis-Kansas City-i járattá vágták vissza. 313/314 járatszámon működött, összeköttetésben állva a Lincoln Service 303/304-es járattal St. Louis-ban. Az Amtrak 2009-ben a Missouri River Runner néven konszolidálta az Ann Rutledge-t, a Kansas City Mule-t és a St. Louis Mule-t.